# Samuel Stanisław Nadolski
Samuel Stanisław Nadolski herbu Roch II (ur. 1590, zm. 1655) – kasztelan rawski w 1655 roku, kasztelan rozpierski w latach 1649-1653, kasztelan konarski łęczycki w 1649 roku, starosta tczewski, rotmistrz, kapitan piechoty. 
Pochodził ze znanej polskiej rodziny szlacheckiej. W roku 1627 wziął udział w bitwie pod Tczewem, gdzie, na skutek akcji podjętej z jego inicjatywy, ranny został król Szwecji, Gustaw Adolf. Od 1636 mąż Anny Nadolskiej, właściciel dóbr łaskich, a także Wiewiórczyna i Wronowic. 
Poseł na sejm 1646 roku, sejm 1647 roku.
W maju 1655 roku Samuel Nadolski za wierność królowi Janowi Kazimierzowi otrzymał od niego godność kasztelana rawskiego. Urząd ten posiadał krótko, gdyż zmarł w tym samym roku na Śląsku, gdzie wyjechał za królem Janem Kazimierzem. Ciało jego sprowadzono do Łasku i pochowano w podziemiach łaskiej kolegiaty.